# Humaitá (Ingavi)
Humaitá ist eine Ortschaft im Departamento Pando im Tiefland des südamerikanischen Andenstaates Bolivien.

## Lage im Nahraum
Humaitá liegt in der Provinz Abuná und ist zentraler Ort im Cantón Tacna im Municipio Ingavi. Die Ortschaft liegt auf einer Höhe von 140 m am linken, nördlichen Ufer des Río Orthon, einem linken Nebenfluss des Río Beni.

## Geographie
Humaitá liegt im bolivianischen Teil des Amazonasbeckens in der nördlichen Ecke des Landes nahe der Grenze zu Brasilien.
Die mittlere Durchschnittstemperatur der Region liegt bei 26 °C und schwankt nur unwesentlich zwischen 25 °C im Mai und 27–28 °C von Dezember bis Februar (siehe Klimadiagramm Riberalta). Der Jahresniederschlag beträgt etwa 1300 mm, bei einer ausgeprägten Trockenzeit von Juni bis August mit Monatsniederschlägen unter 20 mm und einer Feuchtezeit von Dezember bis Januar mit Monatsniederschlägen von mehr als 200 mm.

## Verkehrsnetz
Humaitá liegt in einer Entfernung von etwa 260 Kilometern Luftlinie östlich von Cobija, der Hauptstadt des Departamentos.
Humaitá ist nicht auf dem Landweg über befestigte Straßen von Cobija aus zu erreichen. Die Ortschaft liegt direkt am nördlichen Ufer des Río Orthon, der hier in östlicher Richtung fließt und flussabwärts in den Río Beni mündet. In dem feuchten flachwelligen Gelände zwischen dem nördlich gelegenen Río Abuná und dem Río Orthon ist die Anlage einer Piste, erst recht einer befestigten Straße sehr aufwändig.
Humaitá hat daher ein unbefestigtes Flugfeld von einer Länge von 750 Metern und ist darüber hinaus mit der westlich gelegenen Ortschaft Ingavi über Pisten von knapp 60 Kilometer Länge verbunden. Eine andere Piste führt nach Norden, überquert nach vierzehn Kilometern den Río Negro und führt über das 37 Kilometer entfernte Democracia nach Reserva.

## Bevölkerung
Die Einwohnerzahl des Ortes ist in dem Jahrzehnt zwischen den beiden letzten Volkszählungen auf fast das Doppelte angestiegen:
| Jahr | Einwohner         | Quelle       |
| ---- | ----------------- | ------------ |
| 1992 | keine Detaildaten | Volkszählung |
| 2001 | 299               | Volkszählung |
| 2012 | 554               | Volkszählung |